# Dignāga
 (décembre 2024).
Dignāga (sanskrit : दिग्नाग (Diṅnāga), (chinois : 陳那論師/域龍, , tibétain: ཕྱོགས་ཀྱི་གླང་པོ་) (480-540 ou 430-500), célèbre logicien bouddhiste indien du Ve au VIe siècle, réformateur et fondateur de la nouvelle logique (Hetuvidyā ou nyāya) bouddhique.

## Biographie
Il est né dans une famille brahmane à Simhavakta près de Kanchi (Kanchipuram), et l'on en sait peu sur ses jeunes années, sauf qu'il eut pour maître Nagadatta de l'école Vatsiputriya. Il adopte ensuite le bouddhisme mahāyāna et devient disciple du grand maître de l'école yogācāra, Vasubandhu. Très éloquent, il vainquit plusieurs adversaires d'autres écoles. Il fut professeur à l'université bouddhique de Nâlanda.

## Philosophie et logique
Il appartient, au sein du mahâyâna, à l'école yogâcâra, courant idéaliste qui tient que toute chose perceptible est esprit (chittamâtra). Selon Dignāga, il n'existe que deux sources de connaissance : la perception (pratyaksa) et l'inférence (anumâna). La perception a pour objet le particulier (svalaksana) et l'inférence a pour objet l'universel (sâmânyalaksana). Le Pramāṇa-samuccaya a donné les fondements de la logique bouddhique, qui sera développée par Dharmakîrti. Il a créé la théorie de trois parts de la conscience (vijñāna): la part de la vision, celle de l'apparence et celle de la self-justification.[pas clair]

## Œuvres
La quasi-totalité de ses œuvres n'est conservée qu'en tibétain ou chinois. Parmi elles, il faut mentionner : Hetucakra (« La roue de la raison logique »), considéré comme son premier texte en logique formelle, qui introduit la notion de vyāpti que l'on peut plus ou moins relier dans la philosophie occidentale à la notion d'implication.
Ainsi que Ālambana-parīkṣā (« Investigation des causes ») et Pramāṇa-samuccaya (« Compendium sur la connaissance valide »).

#### Textes traduits
- Dignaga. Examen de l'objet de la connaissance (Alambanapariksa). Textes tibétain et chinois et traduction des stances et du commentaire, éclaircissements et notes d'après le commentaire tibétain de Vinitadeva, par Susumu Yamaguchi et Henriette Meyer, Paris, Paul Geuthner, 1929 (in Journal Asiatique, vol 214, janv.-mars 1929 / [lire en ligne (page consultée le 16 décembre 2024)]).
- (en) Ālambanaparīkṣāvr̥tti, textes tibétains et sanskrits avec trad. angl., Delhi, Motilal Banardsidass, 2004.
- (en) Pramāṇa-samuccaya (Compendium sur la connaissance valide), trad. partielle en angl. (chap. 2, chap. 5) : Richard P. Hayes, Dignaga on the Interpretation of Signs, Kluwer Academic Publishers, 1988 ;
- (en) Pramāṇa-samuccaya (Compendium sur la connaissance valide), trad. chap. 1 : Masaaki Hattori, « The Pramāṇasamuccayavṛtti of Dignāga: With Jinendrabuddhi’s Commentary. Chapter Five: Anyāpoha-Parīkṣā. Tibetan Text with Sanskrit Fragments », Memoirs of the Faculty of Letters Kyoto University, 21, p. 103–224, 1968. [Lire la traduction en ligne (p. 23-31) (page consultée le 16 décembre 2024)]
- (en) Dignāga, On Perception, being the Pratyakṣapariccheda of Dignāga's Pramāṇasamuccaya from the Sanskrit fragments and the Tibetan Versions, Cambridge, Mass., Harvard University Press, 1968
- (en) Diṅnāga's Ālambanaparīkṣā and Vṛtti. Restored with the commentary of Dharmapāla into Sanskrit from the Tibetan and Chinese versions and edited with English translations and notes with extracts from Vinītadeva's commentary, ed. Sastri, N. Aiyaswami, Madras, The Adyar Library, 1942 [lire en ligne (page consultée le 16 décembre 2024)]
- (en) Nyâya-mukha (Introduction à la logique), trad. angl. Giuseppe Tucci, The Nyayamukha of Dignaga, the Oldest Buddhist Text on Logic, after Chinese and Tibetan Materials, Leipzig, 1930 ; rééd. Cheng Wen Publishing, 1978.

#### Études sur Dignāga
- (en) S. C. Vidyabhusana, A History of Indian Logic. Ancient, Mediaeval and Modern Schools, Delhi, Motilal Barnasidass 1921, xlii + 648 p. [Lire en ligne (V. p. 270 -301) (page consultée le 16 décembre 2024)]
- (en) Richard P. Hayes, Dignaga on the Interpretation of Signs, Springer, coll. « Studies of Classical India », n° 9, 1988, xv + 365 p.  (ISBN 978-9-027-72667-4)
- (en) Volker Peckhaus, « Dignaga's Logic of Invention », sur citeseerx.ist.psu.edu, 2004 (consulté le 16 décembre 2024)
- Jean-Marc Vivenza, Tout est conscience. Une voie d'éveil bouddhiste, Albin Michel, coll. « Spiritualités vivantes », 2010, 247 p. (ISBN 978-2-226-19149-6)
- Vincent Eltschinger et Isabelle Ratié, Qu'est-ce que la philosophie indienne ?, Paris, Gallimard, coll. « Folio Essais (inédit) », 2023, 558 p. (ISBN 978-2-072-71173-2), passim (v. Index)
- (en) Brendan Gillon, « Logic in Classical Indian Philosophy », sur plato.stanford.edu, The Stanford Encyclopedia of Philosophy, 2023 (consulté le 16 décembre 2024), Voir 4. « Culmination of the Classical Period »